# Caldbeck
Caldbeck – wieś w Anglii, w Kumbrii, w dystrykcie (unitary authority) Cumberland. Leży 19 km na południe od miasta Carlisle i 408 km na północny zachód od Londynu.